# Брутен (город, Миннесота)
Брутен (англ. Brooten) — город  в округах Стернс и Поп, штат Миннесота, США. На площади 3,8 км² (3,8 км² — суша, водоёмов нет), согласно переписи 2002 года, проживают 649 человек. Плотность населения составляет 172,5 чел./км².
- Телефонный код города — 320
- Почтовый индекс — 56316
- FIPS-код города — 27-08092[1]
- GNIS-идентификатор — 0640523[2]